# Los Aldeanos
 (août 2018).
 (août 2018).
Los Aldeanos est un groupe de hip-hop cubain. Il est formé en 2003 par Al2 el Aldeano et El B. Ils ont fait quelques collaborations avec plusieurs artistes cubains comme Silvito el Libre (l'album Los Caballeros). Auteur de 35 albums, Los Aldeanos est nommé « Meilleur groupe de rap » lors de l’émission de télévision musicale cubaine Cuerda viva en 2007[réf. nécessaire].

## Biographie
Alors qu’en 1990, le hip-hop américain s’oriente vers la mode du « bling-bling », les rappeurs Aldo et El B, originaires de La Havane, conservent le style authentique et original du hip-hop.[réf. nécessaire] Ils choisissent de mener leur carrière musicale seuls, sans l’aide de l’Agence Cubaine de Rap (agence gouvernementale) qui aide les artistes à promouvoir le hip-hop à Cuba. Aldo et EL B fondent le groupe Los Aldeanos (« Les villageois ») en 2003. Leur premier concert a lieu la même année au Parc Almendares pour lequel ils reçoivent un « Rap Plaza » pour leur chanson Aveces Sueño. Ils enregistrent leur premier album intitulé Censurado en 2003, puis leur second Poesía Esposada en 2004. Los Aldeanos participe aussi à des évènements musicaux comme le festival de hip-hop et rap de La Havane ou encore le Hip-Hop Symposium. Leur musique, qui se démarque des standards américains, fait rapidement le tour de La Havane puis du monde.
En 2006, Los Aldeanos fait la couverture de la rubrique divertissement du New York Times, et réalisent leur troisième album nommé Abajo Como Hace 3 Febreros.
Dissident, le duo critique à travers sa musique le régime de Fidel Castro et les injustices de la société cubaine, ainsi que la bureaucratie et la corruption régnant dans leur pays. Ils se font ainsi surnommer « les révolutionnaires de la Révolution » par la chaîne espagnole Univision[réf. nécessaire].
En 2007, Los Aldeanos se joint au collectif La Comision Depuradora et participe à la réalisation d’un double CD. La même année il reçoit le prix du « Meilleur groupe de Rap » pour leur 4e album nommé Poesía y Corazón par l’émission de télévision musicale cubaine Cuerda Viva. En 2008, Los Aldeanos enregistre un duo de rap, Intifada, avec l’artiste Puerto Rican et partage la scène avec Pablo Milanés lors de l’Anti-Imperialist Grandstand[réf. nécessaire].
Le duo chante ce que la plupart des cubains n'osent dire, terrorisés par le régime de fer de Raul Castro. D'où leur popularité immense sur l'île, née non pas sur Internet mais dans la rue, dont Aldo est le héros. Des inconnus le reconnaissent et le saluent comme s'il était un vieux cousin et ses chansons résonnent dans le labyrinthe déglingué de La Havane, alors qu’elles sont bannies des médias et des scènes officielles. L'impact de Los Aldeanos ne touche pas seulement le milieu hip-hop mais toute la société cubaine. À tel point que Léa Rinaldi, réalisatrice française de Esto es lo que hay, un documentaire sur Los Aldeanos, estime que  « Castro est coincé : s'il emprisonne le groupe durablement, il y aura une rébellion[réf. nécessaire]. »Mais malgré toutes les épreuves de persécution, d’emprisonnement et bien qu’ils n’aient pour l’instant qu’une seule issue, la fuite vers l’étranger, ils restent fidèles à leur pays. En y revenant systématiquement à travers leurs mots, leur imagination et dans leurs retours constants à La Havane. « Je reviendrai, continuerai et mourrai à Cuba[réf. nécessaire]. »
À Cuba, tout se vend sous le manteau et circule par clé USB. D'ailleurs, les cubains en ont toujours une ou un disque dur dans la poche[réf. nécessaire]. Los Aldeanos vend des « packages » avec ses nouveautés et les gens gravent leurs disques. Il faut cependant toujours être prudent car les « chivaton », les espions du parti, surveillent tout et rapportent au comité de défense de la révolution. Cela dit, ils sont bien trop populaires et donc en quelque sorte intouchables. Dans le documentaire, Aldo raconte qu'il a passé quelques heures au poste et que tous les policiers voulaient se prendre en photo avec lui. Pour le « casser », il faut l'empêcher de produire donc les autorités confisquent leur matériel sous prétexte qu'il n'a pas de preuves qu'il lui appartient. Mais ses fans réussissent à poster des vidéos sur YouTube : elles dépassent le million de vues et lui permet d'être aussi très populaire dans toute l'Amérique latine[réf. nécessaire].

## Membres
- Aldo, de son vrai nom Aldo Rodríguez Baquero (leader)[5]
- El B, de son vrai nom Bian Rodríguez Gala[1]

## Discographie

### Albums studio
- 2003 : Censurados
- 2004 : Poesía Esposada
- 2004 : L3 Y 8 - Inciso A (Al2)
- 2005 : En 3T La Musas (Al2)
- 2006 : Abajo Como Hace Tres Febreros
- 2007 : Record Pila Acción(Al2)
- 2007 : Poesía y Corazón
- 2007 : Comisión Depuradora Vol. 1
- 2007 : Comisión Depuradora Vol. 2
- 2007 : El paciente (Silvito el Libre)
- 2008 : Dr Jekill & Mr Hyde (El B)
- 2009 : El Atropello
- 2009 : Los kabayros (Aldo et Silvito)
- 2010 : D'Finy Flowww
- 2010 : Desacato
- 2010 : Nos Achichararon (Al2)
- 2010 : Guerreros de la Tinta
- 2010 : Viva Cuba Libre (El B)
- 2010 : A Moler Chatarra (Al2)
- 2011 : Actividad Paranormal (Al2)
- 2011 : Conceptos y principios (Silvito)
- 2011 : Baby Bello y Don Perfecto
- 2013 : Creeme
- 2014 : Duendes (Al2)
- 2014 : Musik (Al2)
- 2014 : The Mixtape
- 2014 : Respeto (El B)
- 2016 : Recordpilacion vol. 2
- 2016 : Luz (El B)
- 2016 : La aldea (Al2)
- 2016 : Dos anos despues (Silvito)
- 2017 : La Cueva
- 2017 : Respirar ( Silvito)
- 2018 : Recordpilacion vol.3 (Al2)
- 2018:  La Aldea ON AIR
- 2019: Diciembre
- 2019: Lulo (Al2)
- 2019: El club de los poetas del barrio
- 2020: La tierra Huek (Al2)
- 2020: Recordpilacion Vol 4 (Al2)

### Compilations
- 2007 : Inédito
- 2010 : Guerreros de la Tinta

## Filmographie
- 2010 : Revolucion (documentaire)
- 2015 : Esto es lo que hay, Chronique d'une poésie cubaine. (Léa Rinaldi) Prix FAME Meilleur Reportage 2015. (documentaire)